# 加賀見健介
加賀見 健介（かがみ けんすけ、1974年11月21日 - ）は、埼玉県浦和市（現：さいたま市）出身の元プロサッカー選手、サッカー指導者。2012年からはファンルーツアカデミーのコーチングスタッフを務めている。
2019年、日本サッカー協会公認A級ジェネラルライセンス取得。

## 来歴
1990年に桐蔭学園高校に入学し、1991年度及び1992年度の全国高校サッカー選手権に出場。92年度大会では同期の山田卓也と共に優秀選手に選出された。1993年に青山学院大学に進学し、1995年及び1996年の関東大学リーグ2部でベストイレブンに入る活躍を見せた。
1997年、東京ガスに入社し、社員選手としてジャパンフットボールリーグの同社サッカー部（現：FC東京）へ入部。1998年には大熊清監督の下、FWアマラオのパートナーとしてトップ下（1.5列目）に配され、攻守にアマラオをサポート。同年の東京ガスのリーグ初優勝に大きく貢献し、新人王こそ佐藤由紀彦（山形）に奪われたものの、ベストイレブンに選出された。J2での戦いとなった1999年は、好不調の波もあって出場機会をやや減らしたが、J1昇格が懸かった最終節では苦手としていたアルビレックス新潟を相手に貴重な決勝点を挙げ、劇的なJ1昇格の立役者となった。

J1初年度である2000年には、中心選手としての成長を期待され、背番号を「10」へと変更。しかし、怪我やトップ下を置かない布陣の採用によって思うような活躍が出来ず、シーズン途中で石崎信弘監督が率いるJ2・大分トリニータへ期限付き移籍。大分では主力選手の一人としてチームを押し上げ、J1昇格の可能性を残して迎えた最終節新潟戦では決勝点を挙げたが、一歩及ばずに昇格を逃した。
大分からは完全移籍を打診されたが、2001年にはFC東京に復帰し、背番号を「13」に戻した。この年はMFケリーがトップ下に定着し、加賀見がリーグ戦で先発出場の機会を得られたのはケリーが累積警告で出場停止となった1試合のみだった。
2002年、石崎が監督を務めるJ2・川崎フロンターレへ期限付き移籍。大分在籍時に石崎の戦い方を経験したことで川崎での戦いには自信をもっていたが、前線にブラジル人選手を揃えた陣容の中、加賀見の出場は大半が途中投入であったことから、シーズン途中に東京へ復帰。
2003年限りで現役を引退し、FC東京普及部のコーチとなり ジュニア年代の育成にあたった。2006年、日本サッカー協会公認B級コーチライセンス取得。
指導にとどまらず運営面でもサッカーに携わりたいとの考えから、2007年よりレオックジャパングループのサッカースクール部門であるフィートエンターテイメントに所属。
2010年、FC東京普及部の一員として、フットサル調布リーグ1部に参戦し、2位以下を大きく引き離して得点王となっている。2011年はFC東京U-15むさしのコーチを務めた。
2012年より、株式会社ファンルーツが運営するファンルーツアカデミーとFCトレーロスのコーチングスタッフとして、幅広い年代層にサッカーを指導。
2015年、FC青山オーバー・フォーティーの一員として 全国シニア(40歳以上)サッカー大会で優勝。

## 所属クラブ
ユース経歴
- 浦和仲本SSS[注 3] (浦和市立仲本小学校)[8]
- 三菱養和SS[注 4](浦和市立原山中学校)[8]
- 1990年 - 1992年 桐蔭学園高校[2]
- 1993年 - 1996年 青山学院大学[2]

プロ経歴
- 1997年 - 2003年  東京ガスフットボールクラブ / FC東京
  - 1999年11月 - 1999年12月  パラマタ・パワー (Parramatta Power) [9]
  - 2000年08月 - 2001年01月  大分トリニータ (期限付き移籍)
  - 2002年01月 - 2002年10月  川崎フロンターレ (期限付き移籍)
- FC青山オーバー・フォーティー

## 個人成績
| 国内大会個人成績 | 国内大会個人成績 | 国内大会個人成績 | 国内大会個人成績 | 国内大会個人成績             | 国内大会個人成績 | 国内大会個人成績 | 国内大会個人成績 | 国内大会個人成績 | 国内大会個人成績 | 国内大会個人成績 | 国内大会個人成績 |
| 年度             | クラブ           | 背番号           | リーグ           | リーグ戦                     | リーグ戦         | リーグ杯         | リーグ杯         | オープン杯       | オープン杯       | 期間通算         | 期間通算         |
| 年度             | クラブ           | 背番号           | リーグ           | 出場                         | 得点             | 出場             | 得点             | 出場             | 得点             | 出場             | 得点             |
| 日本             | 日本             | 日本             | 日本             | リーグ戦                     | リーグ戦         | リーグ杯         | リーグ杯         | 天皇杯           | 天皇杯           | 期間通算         | 期間通算         |
| ---------------- | ---------------- | ---------------- | ---------------- | ---------------------------- | ---------------- | ---------------- | ---------------- | ---------------- | ---------------- | ---------------- | ---------------- |
| 1996             | 青学大           |                  | -                | -                            | -                | -                | -                | 1                | 0                | 1                | 0                |
| 1997             | 東京ガス         | 13               | 旧JFL            | 10                           | 0                | -                | -                | 6                | 1                | 16               | 1                |
| 1998             | 東京ガス         | 13               | 旧JFL            | 27                           | 9                | -                | -                | 3                | 0                | 30               | 9                |
| 1999             | FC東京           | 13               | J2               | 21                           | 4                | 2                | 2                | 1                | 0                | 24               | 6                |
| オーストラリア   | オーストラリア   | オーストラリア   | オーストラリア   | リーグ戦                     | リーグ戦         | リーグ杯         | リーグ杯         | FFA杯            | FFA杯            | 期間通算         | 期間通算         |
| 1999-00          | パラマタ         |                  | NSL              |                              |                  |                  |                  |                  |                  |                  |                  |
| 日本             | 日本             | 日本             | 日本             | リーグ戦                     | リーグ戦         | リーグ杯         | リーグ杯         | 天皇杯           | 天皇杯           | 期間通算         | 期間通算         |
| 2000             | FC東京           | 10               | J1               | 3                            | 1                | -                | -                | -                | -                | 3                | 1                |
| 2000             | 大分             | 28               | J2               | 15                           | 2                | 0                | 0                | 3                | 3                | 18               | 5                |
| 2001             | FC東京           | 13               | J1               | 14                           | 3                | 3                | 1                | 1                | 0                | 18               | 4                |
| 2002             | 川崎             | 13               | J2               | 22                           | 1                | -                | -                | -                | -                | 22               | 1                |
| 2002             | FC東京           | 34               | J1               | 0                            | 0                | -                | -                | 0                | 0                | 0                | 0                |
| 2003             | FC東京           | 5                | J1               | 0                            | 0                | 0                | 0                | 0                | 0                | 0                | 0                |
| 通算             | 日本             | 日本             | J1               | 17                           | 4                | 3                | 1                | 1                | 0                | 21               | 5                |
| 通算             | 日本             | 日本             | J2               | 58                           | 7                | 2                | 2                | 4                | 3                | 64               | 12               |
| 通算             | 日本             | 日本             | 旧JFL            | 37                           | 9                | -                | -                | 9                | 1                | 46               | 10               |
| 通算             | 日本             | 日本             | 他               | -                            | -                | -                | -                | 1                | 0                | 1                | 0                |
| 通算             | オーストラリア   | オーストラリア   | NSL              | \|\|\|\|\|\|\|\|\|\|\|\|\|\| |                  |                  |                  |                  |                  |                  |                  |
| 総通算           | 総通算           | 総通算           | 総通算           | 112                          | 20               | 5                | 3                | 15               | 4                | 132              | 27               |

- 1997年4月27日 JFL初出場 - JFL第2節 vs水戸ホーリーホック (笠松)
- 1998年4月05日 JFL初得点 - JFL第1節 vs国士舘大学サッカー部 (駒沢)
- 1999年3月14日 J2初出場 - J2第01節 vsサガン鳥栖 (西が丘)[2]
- 1999年5月23日 J2初得点 - J2第13節 vsモンテディオ山形 (山形県)[2]
- 2000年5月13日 J1初出場 - J1 1st第12節 vsセレッソ大阪 (国立)
- 2000年5月17日 J1初得点 - J1 1st第13節 vsジェフユナイテッド市原 (市原臨海)

## 指導歴
- FC東京普及部 コーチ
- TPFCサッカースクール コーチ[26]
- 多摩大目黒中学・高等学校サッカー部 コーチ[26]
- 2011年 FC東京U-15むさし コーチ[24]
- ファンルーツアカデミースクール コーチ
- FCトレーロスU-12 監督
- FCトレーロスU-15 監督